# Instytut Spraw Publicznych
Das Instytut Spraw Publicznych (deutsch etwa Institut für öffentliche Angelegenheiten) ist eine (partei-)unabhängige politische Denkfabrik in Polen. Das ISP wurde 1995 in Warschau gegründet, um die Reformen zur Modernisierung der polnischen Gesellschaft zu unterstützen und ein Forum für die Debatte um soziale und politische Fragestellungen zu bieten. 

## Leitung
- 2007 bis zum 14. April 2009: Lena Kolarska-Bobińska[1]
- seit 2009: Jacek Kucharczyk – Vorstandsvorsitzender

## Erfolge
Im November 2001 wurde das Instytut Spraw Publicznych von der Pro Publico Bono Stiftung als “Institution des Jahres 2001” ausgezeichnet.
Zwei Publikationen des ISP erregten internationales Aufsehen: Druga fala polskich reform (Zweite Welle der polnischen Reformen) und Cztery reformy (Vier Reformen). In ihrer speziellen Ausgabe über Polen nannte die Zeitung The Economist diese beiden Bücher als eine von drei grundlegenden Informationsquellen zum Thema (neben Berichten der OECD und Norman Davies’ Buch).
Das ISP war eine der aktivsten Nichtregierungsorganisationen (NGO) bei der Vorbereitung des Referendums um den Beitritt zur Europäischen Union und der Referendumskampagne. Sein Konzept einer zweitägigen Abstimmung ermöglichte die verfassungsrechtlich vorgeschriebene Teilnahme von mindestens 50 % der Bevölkerung.

## Aktivitäten
Das Instytut Spraw Publicznych betreibt Forschung und Gesellschaftsanalyse und bietet Empfehlungen für die Politik.
Das ISP erarbeitete in der Vergangenheit Reformvorschläge für Schlüsselbereiche von Gesellschaft und Politik. Das Institut kann dabei auf ein breites Netzwerk von Mitarbeitern aus Wissenschaft, Gesellschaft und Politik zurückgreifen. Das ISP veröffentlicht die Ergebnisse seiner Arbeit in Form von Büchern und Strategiepapieren. Die Publikationen werden Parlaments- und Regierungsmitgliedern, Medien und Nichtregierungsorganisationen zur Verfügung gestellt. Außerdem organisiert das ISP Seminare, Konferenzen und Lesungen. 

## Ziele
- Projekte von signifikanter Bedeutung für die Öffentlichkeit anzuschieben
- gesellschaftliche Debatten zu eröffnen
- potentielle Gefahren für das soziale Gefüge zu erkennen und zukünftige Probleme zu prognostizieren
- neue Ideen zur Lösung aktueller und zukünftiger politischer und gesellschaftlicher Probleme bereitzustellen
- als Brücke zwischen Wissenschaft, Politik, Medien und NGOs zu fungieren.

## Außerdem
Das Instytut Spraw Publicznych ist Mitglied verschiedener Strukturen, die Nichtregierungsorganisationen miteinander vernetzen, z. B. PASOS, EPIN, EuroMeSCo, NDRI und Abroad Group.